# Křesťanský anarchismus
Křesťanský anarchismus je několik tradic, které spojují anarchismus s křesťanstvím. Křesťanští anarchisté se domnívají, že anarchismus je odůvodnitelný duchovně skrze učení Ježíše Krista.
Někteří křesťanští anarchisté jsou pacifisté a tudíž proti používání všech forem násilí. Domnívají se, že pozemské orgány, jako je vláda a církev, by neměly mít moc nad lidmi.

## Lev Nikolajevič Tolstoj
Křesťanský anarchismus jako samostatný směr rozvedl Lev Nikolajevič Tolstoj, který viděl nutnost použití násilí vládnoucími proti těm, kterým se vládne, což je podle něj nemorální z hlediska křesťanského učení.
| „                         | ruling means using force, and using force means doing to him whom force is used, what he does not like and what he who uses force would certainly not like done to himself. Consequently ruling means doing to others what we would not they should do unto us, that is, doing wrong. | vládnout znamená používat násilí a používání násilí znamená dělat tomu, proti komu je násilí použito, něco co nemá rád a co by ten, kdo násilí používá, určitě neměl rád sám. Proto vládnout znamená dělat ostatním, co bychom nechtěli, aby oni dělali nám, což je, špatné jednání. | “ |
| — Lev Nikolajevič Tolstoj | | |   |

Podle The Anarchist FAQ odmítal tedy Tolstoj stát i soukromé vlastnictví. Cestu ke změně společnosti neviděl v násilné revoluci, ale v osobní přeměně každého člověka, odmítnutím podílet se na vládním násilí a v osvětě. Odmítal prý také industrializaci a považoval za nemožné, mít tak velký stupeň dělby práce ve „svobodné společnosti“, jaký je pro industrializaci třeba.

## Kritika
Podle sociálních anarchistů je křesťanský anarchismus v rozporu s mnohými učeními v Bibli, které podporují hierarchické vztahy (hierarchie je sociálními anarchisty odmítána) – např. podřízenost sluhů a žen.